# Cerithioidea
Cerithioidea J. Fleming, 1822 è una superfamiglia di molluschi gasteropodi della sottoclasse Caenogastropoda.

## Descrizione
Cerithioidea è una grande superfamiglia di Caenogasteropodi marini, salmastri e d'acqua dolce, che attualmente comprende 22 famiglie recenti, circa 180 generi esistenti e oltre 2.600 specie riconosciute.
Oltre alla loro molteplicità ecologica e ricchezza di specie, i ceritioidi hanno sviluppato una grande diversità anche in molti caratteri morfologici:
- notevole di diversità di forme di conchiglia (conchiglie a spirale tipiche (ad es. Turritellidae) contro conchiglie non arrotolate e irregolari (ad es. Siliquariidae);
- dimensioni del corpo adulto (ad es. da una lunghezza del corpo adulto < 5,0 mm, di Cerithidium e Scaliola, ai ~ 190 mm di Terebralia palustris);
- abitudini di vita: da specie bentoniche striscianti a forme sessili cementate su substrati solidi (Vermicularia nei Turritellidae) o incorporate all'interno di spugne (Siliquariidae)];
- modalità di alimentazione: da erbivori o mangiatori di detriti a mangiatori di particelle in sospensione (Siliquariidae, Turritellidae);
- strategie riproduttive e di sviluppo della vita: ovipari vs vivipari (Thiaridae) o ovovivipari (Pachychilidae, Paludomidae, Planaxidae, Siliquariidae, Semisulcospiridae, Turritellidae); gonocorismo vs partenogenesi o ermafroditismo proteroginico (Planaxidae)].

I Cerithioidei sono distribuiti in tutto il mondo con la stragrande maggioranza dei taxa nelle regioni tropicali, subtropicali e temperate calde; abitano una varietà di biotopi marini, salmastri e d'acqua dolce, tra cui barriere coralline e praterie di alghe (Cerithiidae, Modulidae, Scaliolidae), coste intertidali rocciosie (Cerithiidae, Planaxidae), fronde di alghe e alghe (Bittiinae, Dialidae, Litiopidae), distese fangose di estuario (Batillariidae), foreste di mangrovie (Potamididae) e fiumi, ruscelli e laghi (Melanopsidae, Pachychilidae, Paludomidae, Pleuroceridae, Semisulcospiridae, Thiaridae). Queste specie sono membri significativi, e a volte dominanti, nelle comunità in cui si trovano, inclusi molti ambienti costieri litorali e limnici ed ecosistemi di acqua dolce in parti dell'Asia e dell'Indo-Pacifico, Africa, Mediterraneo, Sud America e Stati Uniti sudorientali.

## Tassonomia

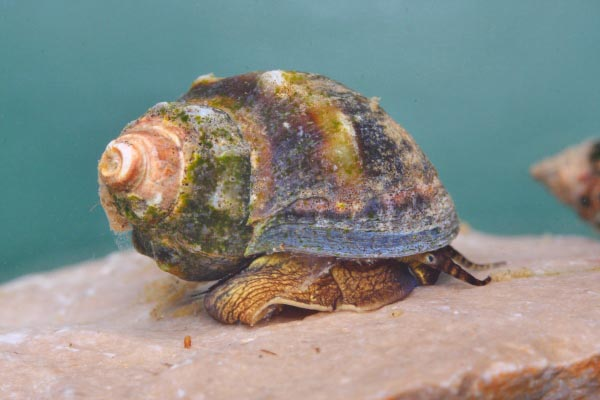
Holandriana holandri (Amphimelaniidae)

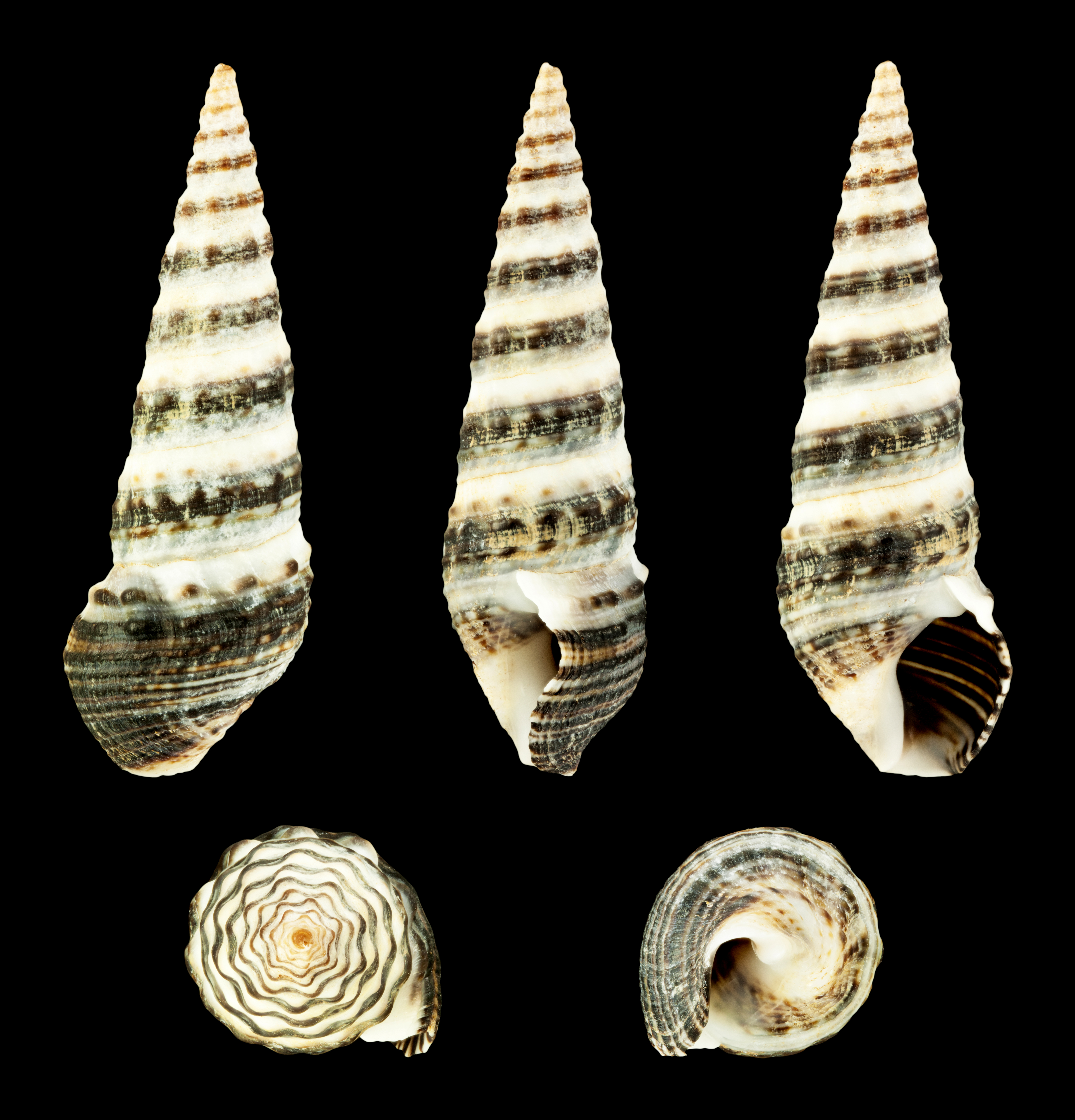
Batillaria zonalis (Batillariidae)

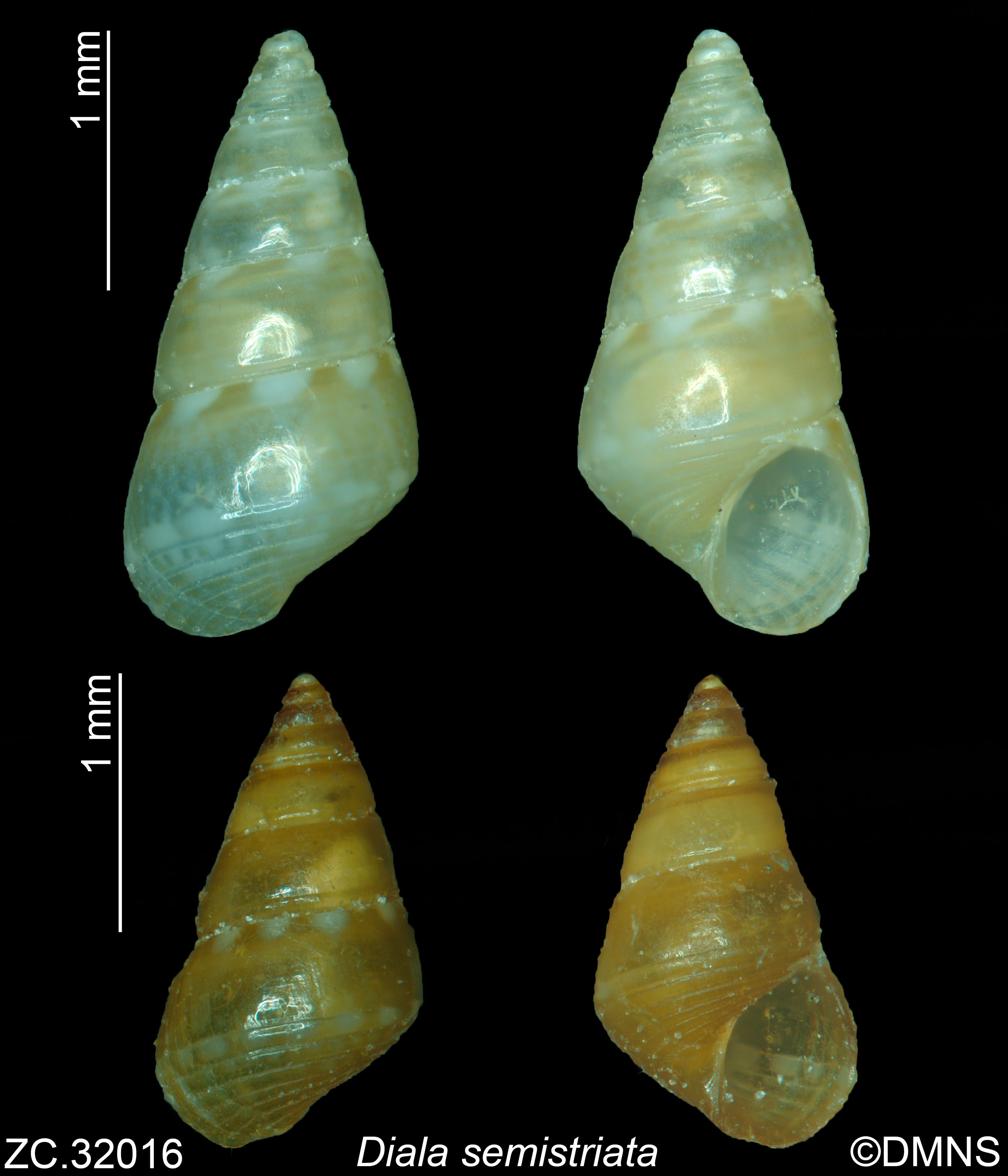
Diala semistriata (Dialidae)

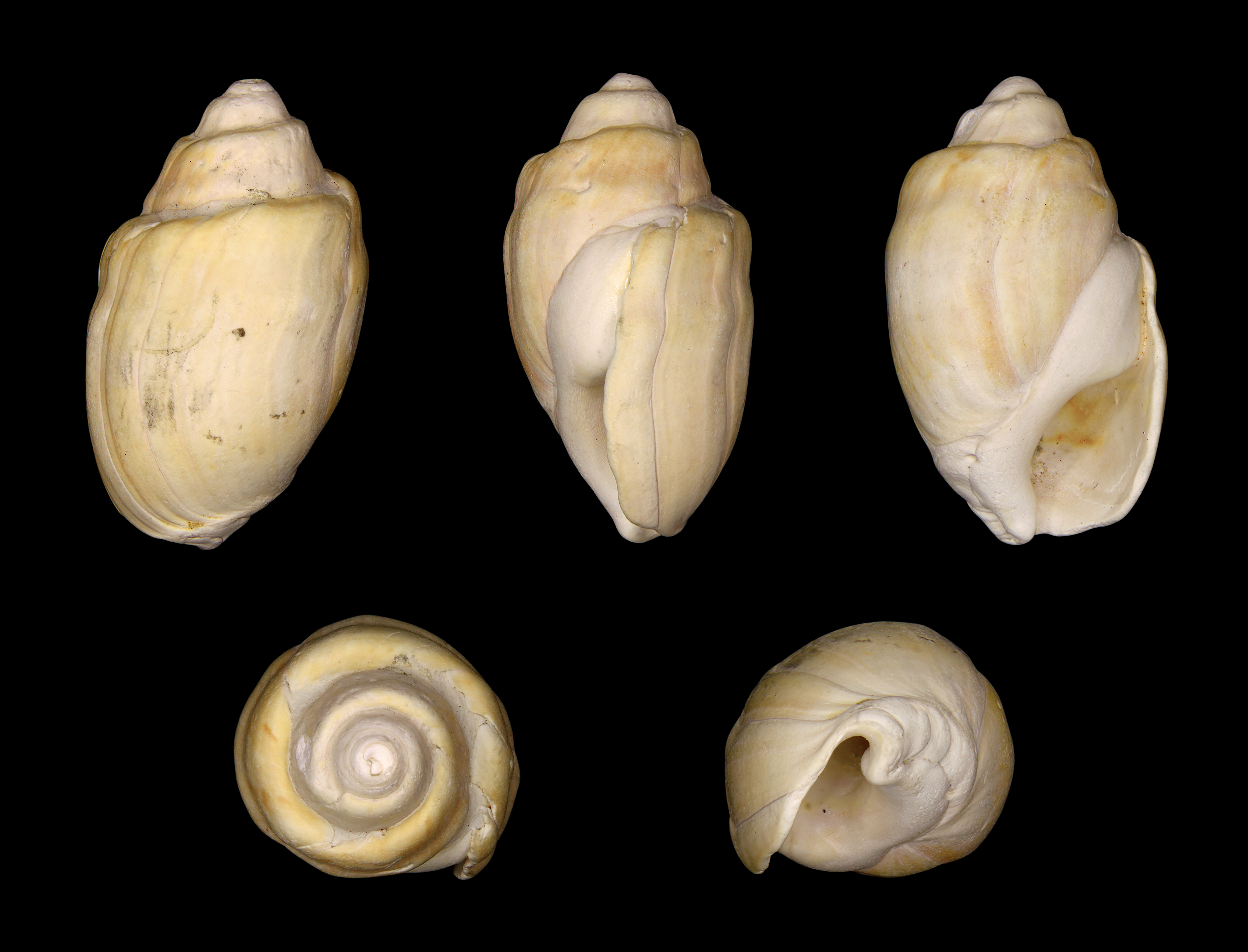
Melanopsis fossilis (Melanopsidae)

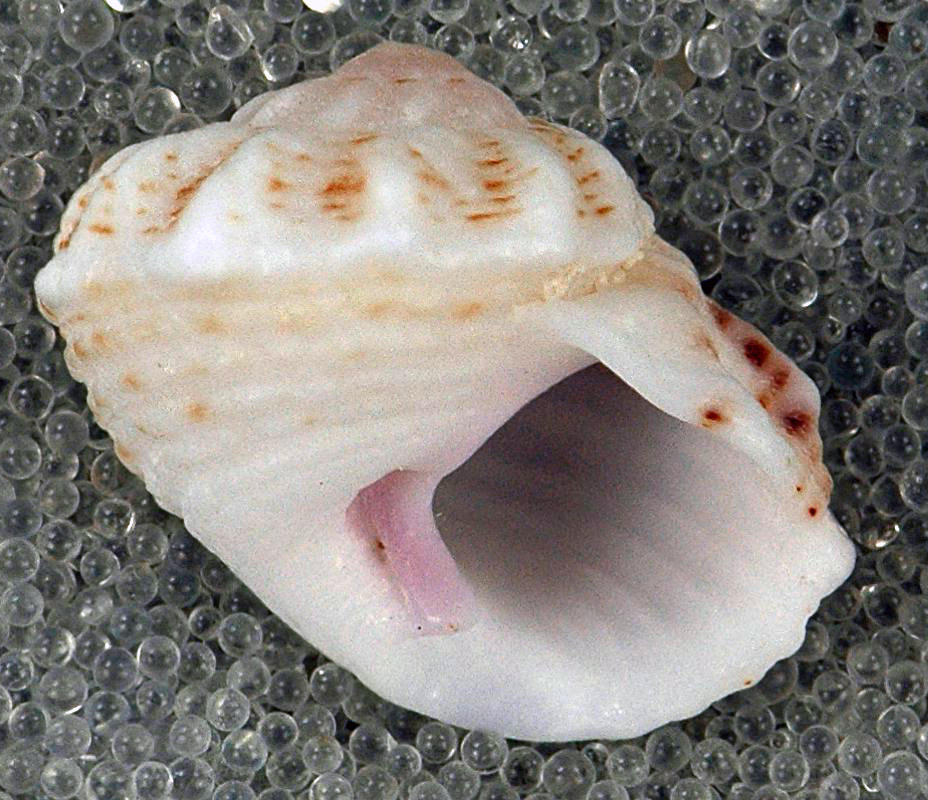
Modulus modulus (Modulidae)

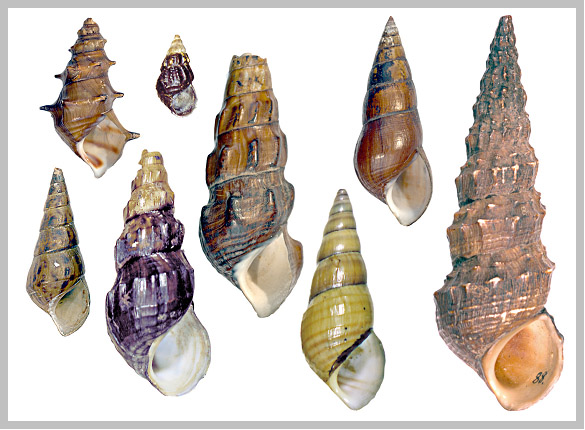
Pachychilidae spp.

Nella classificazione dei Gastropoda di Bouchet e Rocroi del 2017 la superfamiglia Cerithioidea è stata posta, insieme a Campaniloidea in un gruppo non assegnato di Caenogastropoda. Questa collocazione è anche coerente con quanto rilevato nell'analisi morfologica di Ponder et al. del 2008 in cui l'albero filogenetico a consenso rigoroso vede la Cerithioidea e la Campaniloidea come taxa sorelle e Viviparidae come sorella di questo clade + Hypsogastropoda. Nell'albero a regole di maggioranza dell'analisi combinata i Campaniloidea sono fratelli di Cerithioidea + Hypsogastropoda.
La superfamiglia contiene trenta famiglie di cui otto estinte:
- Famiglia Amphimelaniidae P. Fischer & Crosse, 1891
- Famiglia Batillariidae Thiele, 1929
- Famiglia † Brachytrematidae Cossmann, 1906
- Famiglia Cerithiidae J. Fleming, 1822
- Famiglia Dialidae Kay, 1979
- Famiglia Diastomatidae Cossmann, 1894
- Famiglia † Eustomatidae Cossmann, 1906
- Famiglia Hemisinidae P. Fischer & Crosse, 1891
- Famiglia † Ladinulidae Bandel, 1992
- Famiglia Litiopidae Gray, 1847
- Famiglia † Maoraxidae Bandel, Gründel & P. A. Maxwell, 2000
- Famiglia Melanopsidae H. Adams & A. Adams, 1854
- Famiglia Modulidae P. Fischer, 1884
- Famiglia Pachychilidae P. Fischer & Crosse, 1892
- Famiglia Paludomidae Stoliczka, 1868
- Famiglia Pelycidiidae Ponder & Hall, 1983
- Famiglia Pickworthiidae Iredale, 1917
- Famiglia Planaxidae Gray, 1850
- Famiglia Pleuroceridae P. Fischer, 1885 (1863)
- Famiglia † Popenellidae Bandel, 1992
- Famiglia Potamididae H. Adams & A. Adams, 1854
- Famiglia † Procerithiidae Cossmann, 1906
- Famiglia † Propupaspiridae Nützel, Pan & Erwin, 2002
- Famiglia † Prostyliferidae Bandel, 1992
- Famiglia Scaliolidae Jousseaume, 1912
- Famiglia Semisulcospiridae J. P. E. Morrison, 1952
- Famiglia Siliquariidae Anton, 1838
- Famiglia Thiaridae Gill, 1871 (1823)
- Famiglia Turritellidae Lovén, 1847
- Famiglia Zemelanopsidae Neiber & Glaubrecht, 2019